# Szalima Masamba mohéli királynő
Szalima Masamba (Fomboni, Mohéli, 1874. november 1. – Pesmes, Franciaország, 1964. augusztus 7.) vagy teljesebb néven: I. Ursula Szalima Masamba, franciául: Ursule Salima Machamba 1ère, arabul: أورسولا سليمة ماشامبا, Mohéli (comorei nyelven Mwali) királynője (szultánája) a Comore-szigetek egyik szigetén. A madagaszkári eredetű Imerina-dinasztia tagja. I. Ranavalona és III. Ranavalona madagaszkári királynők rokona.

## Származása
Édesanyja Dzsombe Szudi mohéli királynő (szultána). Anyja révén, aki a madagaszkári királyi házból, az Imerina-dinásztiából származott, Ramanetaka-Rivo (–1842) madagaszkári hercegnek és marsallnak, valamint Ravao (–1847) madagaszkári királynénak, I. Radama madagaszkári király harmadik feleségének volt az unokája. Szalima Masamba anyai nagyapja, Ramanetaka-Rivo herceg I. Radama halála (1828) után Radama egy másik feleségének, Ranavalonának a trónra jutása után, hogy mentse az életét, a Comore-szigetekre menekült, felvette az iszlámot és az Abdul Rahman nevet, majd 1830-tól Mohéli szigetének a szultánja lett. Szalima Masamba anyai nagyanyja, Ravao királyné pedig miután az első férje, I. Radama elvált tőle, feleségül ment annak rokonához, Ramanetaka-Rivo herceghez, és Radama főfeleségének, I. Ranavalonának a hatalomra kerülése után együtt menekült második férjével Mohélire, ahol őbelőle szultána lett. Majd Ramanetaka-Abdul Rahman halála után kiskorú lánya, Dzsombe Szudi lett az uralkodó, ő pedig lánya nevében átvette a régensséget, és hozzáment Ratszivandini tábornokhoz, aki az ő társrégense lett, de elvált tőle, és 1846-ban Szaid Abdul Rahman bin Szultan Alavi anjouani herceg felesége lett, viszont már a következő évben mérgezés következtében Mohéli fővárosában, Fomboniban elhunyt. Lánya, Szalima Masamba anyja, Dzsombe Szudi királynő ekkor 10 éves volt.
Szalima Masamba édesapja Émile Charles Marie Fleuriot de Langle, egy francia kereskedő, bár hivatalosan anyjának zanzibári férje, Szaidi Hamada Makadara herceg, Szaid ománi és zanzibári szultán unokatestvére volt az apja, ezért viselte a bint Szaidi Hamadi Makadara apai nevet. Két bátyjából is szultán lett: Mohamed (ur: 1865–1874) és Abderremane (ur.: 1878–1885).

## Testvérei
- Féltestvérei anyjának a férjétől, Szaidi (Szajjid) Hamada (Muhammad bin Nasszer Al-Buszaidi) Makadara (Mkadara) zanzibári és ománi hercegtől, Moheli hercegétől és régensétől, Szaid ománi és zanzibári szultán tanácsosától, 3 fiú:[4]
  - Mohamed bin Szaidi Hamadi Makadara (1859 körül–1874) mohéli király (szultán) (ur.: 1865–1874)
  - Abdul Rahman bin Szaidi Hamadi Makadara (1860 körül–1885), II. Abdul Rahman néven mohéli király (szultán) (ur.: 1878–1885)
  - Mahmud bin Szaidi Hamadi Makadara (1863–1898) trónkövetelő: (1885–1886), Mohéli régense a húga, Szalima Masamba nevében (ur.: 1889. szeptember 18. – 1897. október 9.), 1 fiú
- Édestestvére az anyjának házasságon kívüli kapcsolatából, az édesapjával, Émile Charles Marie Fleuriot de Langle (Morlaix, Finistère, Bretagne, 1837. július 30. – Saint-Denis, Réunion, 1881. október 24.) francia kereskedővel, 2 gyermek:[5]
  - Bakoko[6] (?–1901) mohéli királyi herceg
  - Szalima Masamba (Ursula) bint Szaidi Hamadi Makadara (1874–1964)
- Féltestvérei az apjának a feleségétől, Marie Caroline Henriette Richard (Sainte-Marie, Réunion, 1843. október 4. – Párizs, 1911. május 10.) úrnőtől, 3 leány:[7]
  - Marie Gabrielle Armande Fleuriot de Langle (?–?)
  - Blanche Marie Caroline Fleuriot de Langle (Saint-Denis, Réunion, 1865. november 24. – ?), férje Charles Alphonse Royer (1848–?), 1 leány
  - Marguerite Suzanne Marie Augusta Fleuriot de Langle (Saint-Denis, 1869. július 27. – ?), férje Auguste Ferdinand Florentin (1851–?)

## Élete

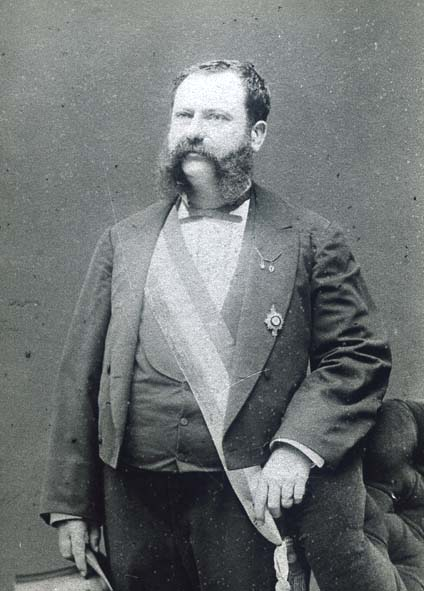
Pierre Louis Clovis Papinaud, Mayotte francia kormányzója

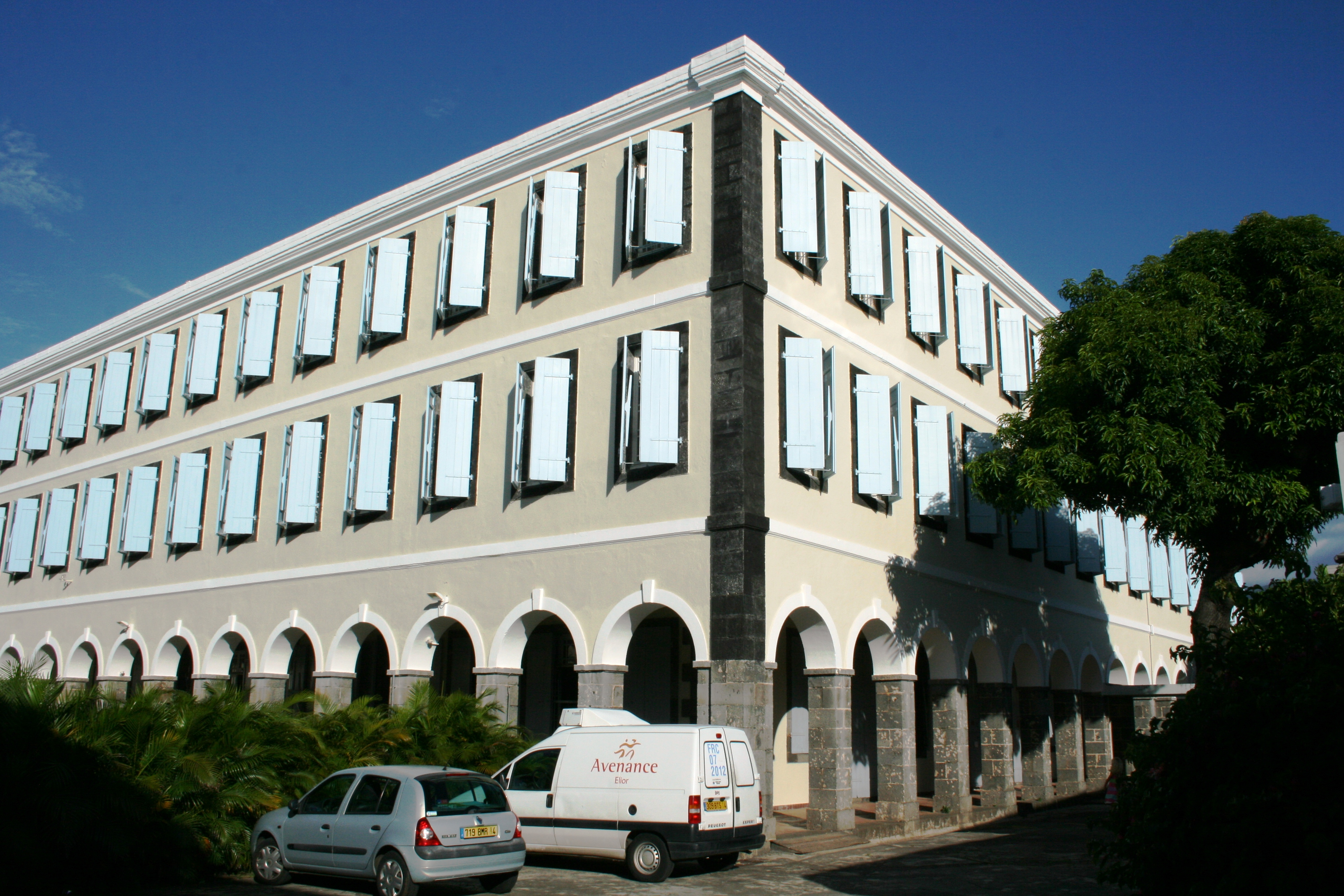
A Szeplőtelen Fogantatás Internátus Saint-Denis-ben

Mohéli fővárosában, Fomboniban született 1874. november 1-jén, abban az évben, amikor legidősebb bátyja, Mohamed mohéli király 15 évesen meghalt, és anyja szultánként újra a saját nevében foglalta el a trónt. Egy édestestvére született, Bakoko herceg, aki 1901-ben hunyt el. Négyéves volt, mikor édesanyja meghalt. Ekkor középső bátyja, II. Abdul Rahman lett 14 évesen az új szultán. A fivére megölését követően a gyilkosa, Mohamed Sehe lett az új szultán, aki 1886-ban elfogadta a francia hegemóniát, és Moheli francia protektorátus lett.
1888-ban restaurálták az Imerina-dinasztiát, és a meggyilkolt szultán húga, Szalima Masamba 14 évesen lett Mohéli királynője, de a kiskorúsága idején régensek uralkodtak helyette. A következő évben így a szultána-királynő harmadik bátyja. Mahmud 1889. szeptember 18-án vette át ezt a posztot. Szalima Masambát ekkor elküldték tanulni előbb Mayotte-ra, ahova 1889. november 1-jén, 15. születésnapján érkezett meg. Ezután Pierre Louis Clovis Papinaud, Mayotte francia kormányzója továbbküldte Réunionra, és erről levélben értesíti a francia gyarmatsziget kormányzóját az ifjú szultána-királynő közelgő érkezéséről. Réunion székhelyén, Saint-Denisben a Szeplőtelen Fogantatás Internátusban (l’institution de l’Immaculée Conception/Pensionnat de l’Immaculée Conception), egy bentlakásos iskolában tanult. Születésétől kezdve szunnita iszlám vallású volt, de áttért a római katolikus hitre. Anyanyelve a comorei volt, de egyre inkább csak a franciát használta további életében.
A királynő hosszú életében soha többé nem látta viszont szülőhazáját, Mohélit, és amikor elérte a nagykorúságot 1892-ben, akkor sem mutatott különösebb érdeklődést az államügyek iránt, így bátyja, Magmud továbbra is régens maradt a húga nevében. Ezt a passzivitást a növekvő francia befolyás és az 1886-tól létező francia protektorátus is örömmel kihasználta, így párhuzamosan francia helytartók is kormányoztak a királynő nevében, míg az ifjú szultána a francia Réunion gyarmatszigetén tartózkodott.
A franciák Réunionra száműzték Szalima Masamba rokonait is, a bátyját, Mahmudot 1898-ban, aki a szigeten halt meg, illetve még egy évvel korábban a trónfosztott madagaszkári királynőt, III. Ranavalonát a családjával.
Réunion gyarmatszigetén ismerte meg a férjét, egy egyszerű francia csendőrt 1900-ban, akibe szerelmes lett, és a rangon aluli (morganatikus) házasságot választotta. 1901. augusztus 28-án Réunion székhelyén, Saint-Denis-ben férjhez ment a Camille Paule nevű francia csendőrhöz.
A királynőnek ezután véglegesen Franciaországot jelölték ki tartózkodási helyéül, hogy minél távolabb legyen a hazájától és Afrikától, és itt szülte meg már gyermekeit. Rokonát, III. Ranavalonát pedig 1899-ben Algériában telepítették le a megmaradt családtagjaival.
A franciák a morganatikus házasságot is ürügyként használták fel a királynő ellen, mikor 1909-ben lemondatták őt a trónról, és évi 3000 frankos évjáradékot juttattak neki. A királynő férjével és a házasságából született három gyermekével vidéki gazdálkodók életét élte. A 60-as évek elején Charles de Gaulle francia elnök is meglátogatta a már idős királynőt.
Unokája, Anne Etter (1941– ) a Comore-szigetek Fejlesztési Társaságának (Association Développement des Iles Comores) elnökeként a királyi ház érdekeit képviseli napjainkban.

## Az uralkodónő magyar szemmel
Aigner László (1901–1999) fotóriporter készített interjút és fotóriportot a királynő-szultánával, amely 1938-ban a Pesti Naplóban, illetve 1939-ben a Tolnai Világlapjában jelent meg: „Ma királynővel ebédeltem. Kitűnő volt a menü: tojásos omlett, remek disznósült babfőzelékkel és salátával és házilag készített sütemény szilvalekvárral, ahogy ez a francia vidéken szokás. Én a királynő jobbján ültem, az én jobbomon pedig a királynő férje és azután tovább körül az asztal mellett Louise hercegnő, Louis és Fernand hercegek. A királynő hatvan év körüli matróna. Sötéttónusú szelíd kis arcocskája alig-alig őrzött meg valami emléket egykori exotikus birodalmából. Talán csak az arc formás vonásai és a kezek finom metszése emlékeztet arra, hogy ez az egyszerű kis asszony, aki ma csirkéket nevel, gyerekeinek főz és férjével a múlt dicsőségére emlékezik, nem egyszerű francia vidéki nyugalmazott csendőrőrmester feleség, hanem Ursula Salima Machamba, Mohéli királynője, aki valamikor ősei jogán és népének akaratából harmincezer lélek teljhatalmú uralkodója volt, élet és halál ura egy kis szigetországban, [...].”
„Louis hercegnő beöntötte a kávét, pálinkát is kaptunk hozzá, otthon kisüstön főzött „Calva”-t, amint ez rendes francia házban szokás. Elcsendesült a családi vita. A királynő férje az asztalra támasztott könyökkel mered maga elé. A fiúk is hallgatnak. 
Ursula Salima Machamba, Mohéli egykori királynője pedig rámmosolyog, hunyorog, szelíd kis szeme az emlékezéstől felragyog és mesél a királynő: [...] Nagyon szerettem sétálni a tengerparton a kókuszpálmák alatt. Sütött a nap, de jó volt a melege, nem úgy mint itt, ebben a hideg országban, ahol sohasem süt melegen a nap, mindig csak szél fúj, esik az eső meg a hó.”

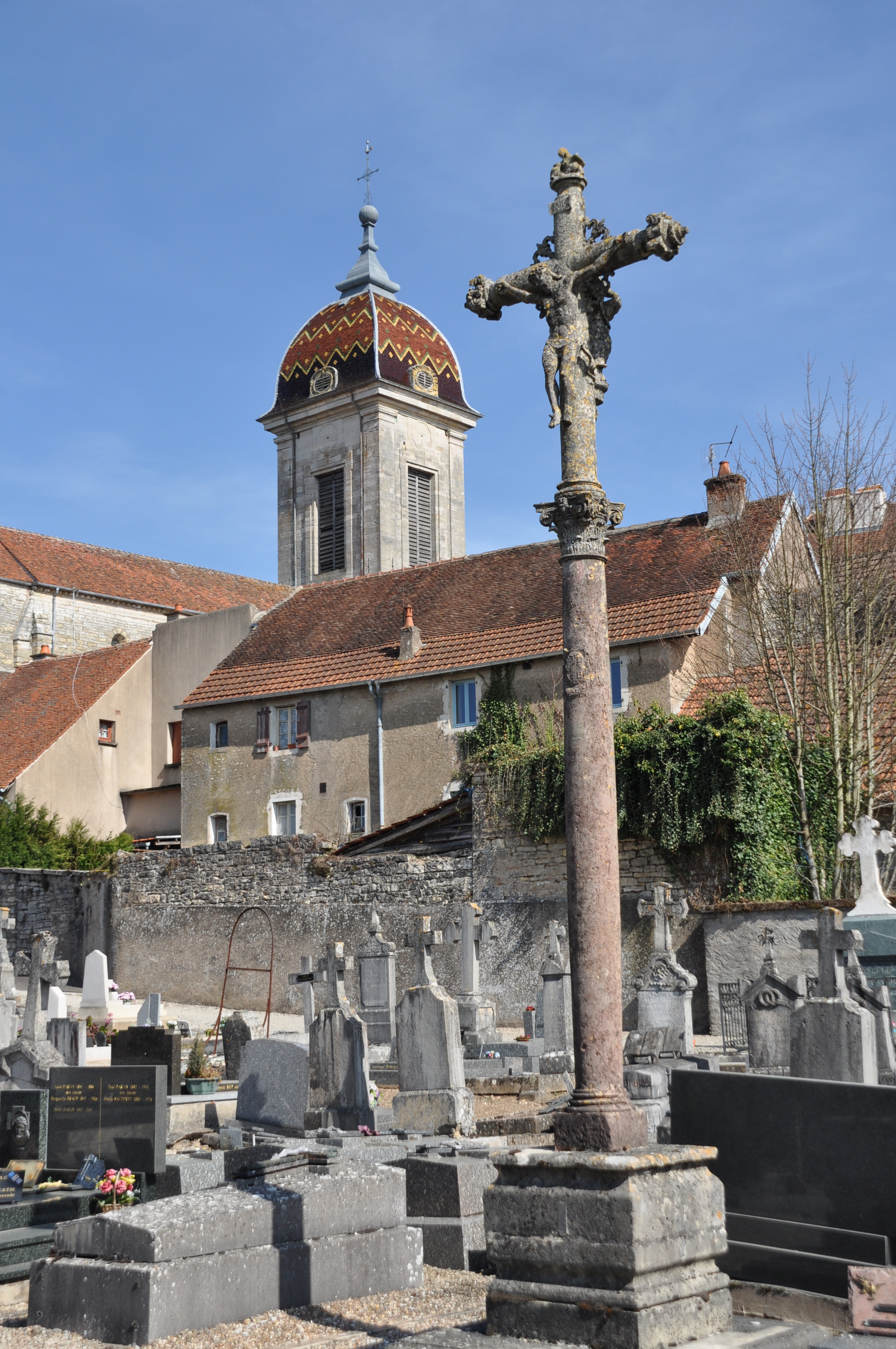
A temető a kereszttel a Szent Hilár templom mellett Pesmes-ben

## Halála
Pár hónap híján 90 évesen halt meg a Haute-Saône megyei Pesmes városában 1964. augusztus 7-én, és itt is temették el.
Magyarországon a Népszava is beszámolt a szultána haláláról 1964. augusztus 11-én: „90 éves korában meghalt Ursula Salima Machamba őfelsége, Mohéli-sziget volt uralkodónője a franciaországi Pesmesben. Az elhunyt uralkodónő, akit tizenkét éves korában kiáltottak ki a sziget királynőjévé, később egy francia csendőr felesége lett.”

A férjével közös sírja Pesmes-ben
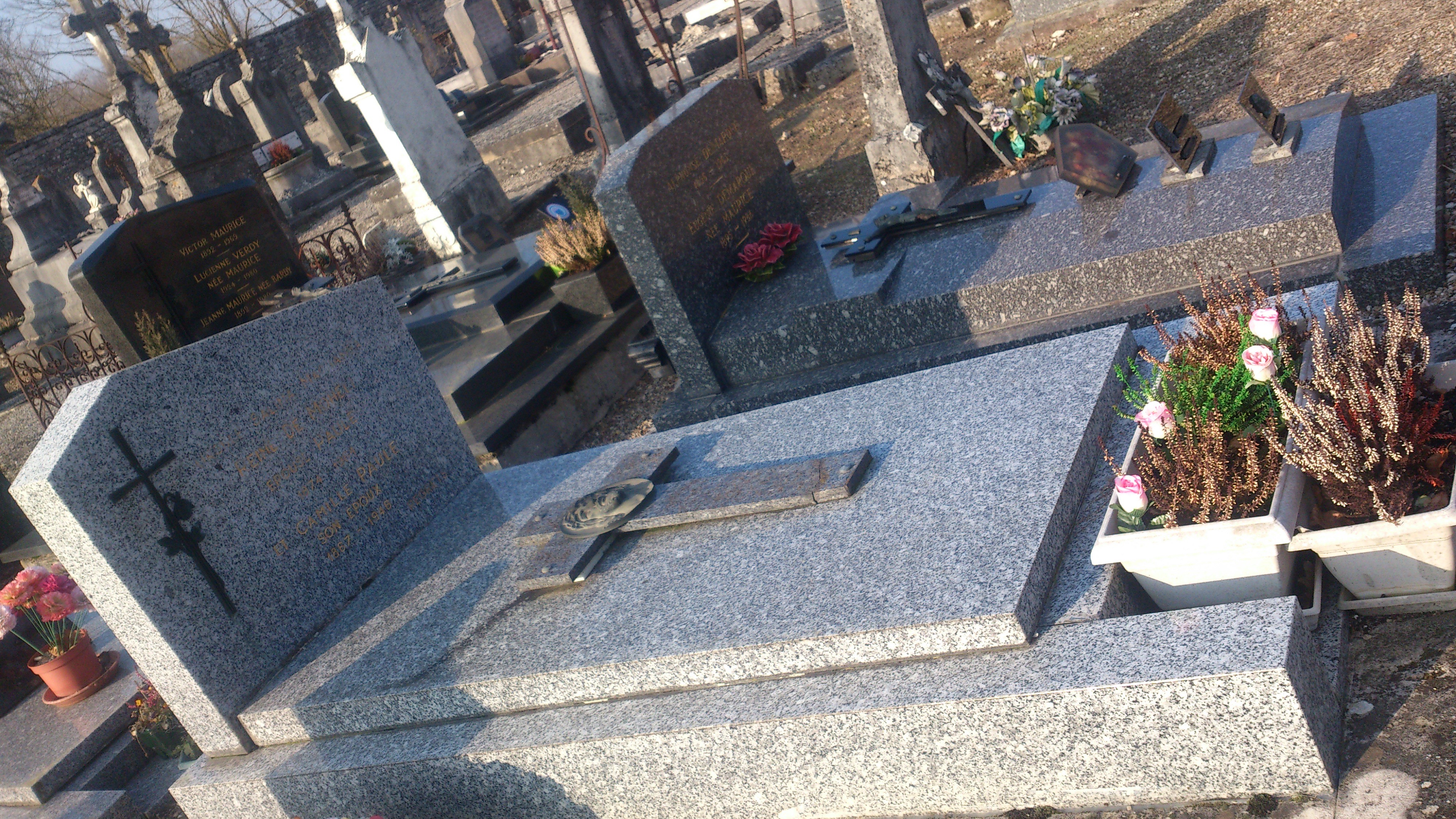
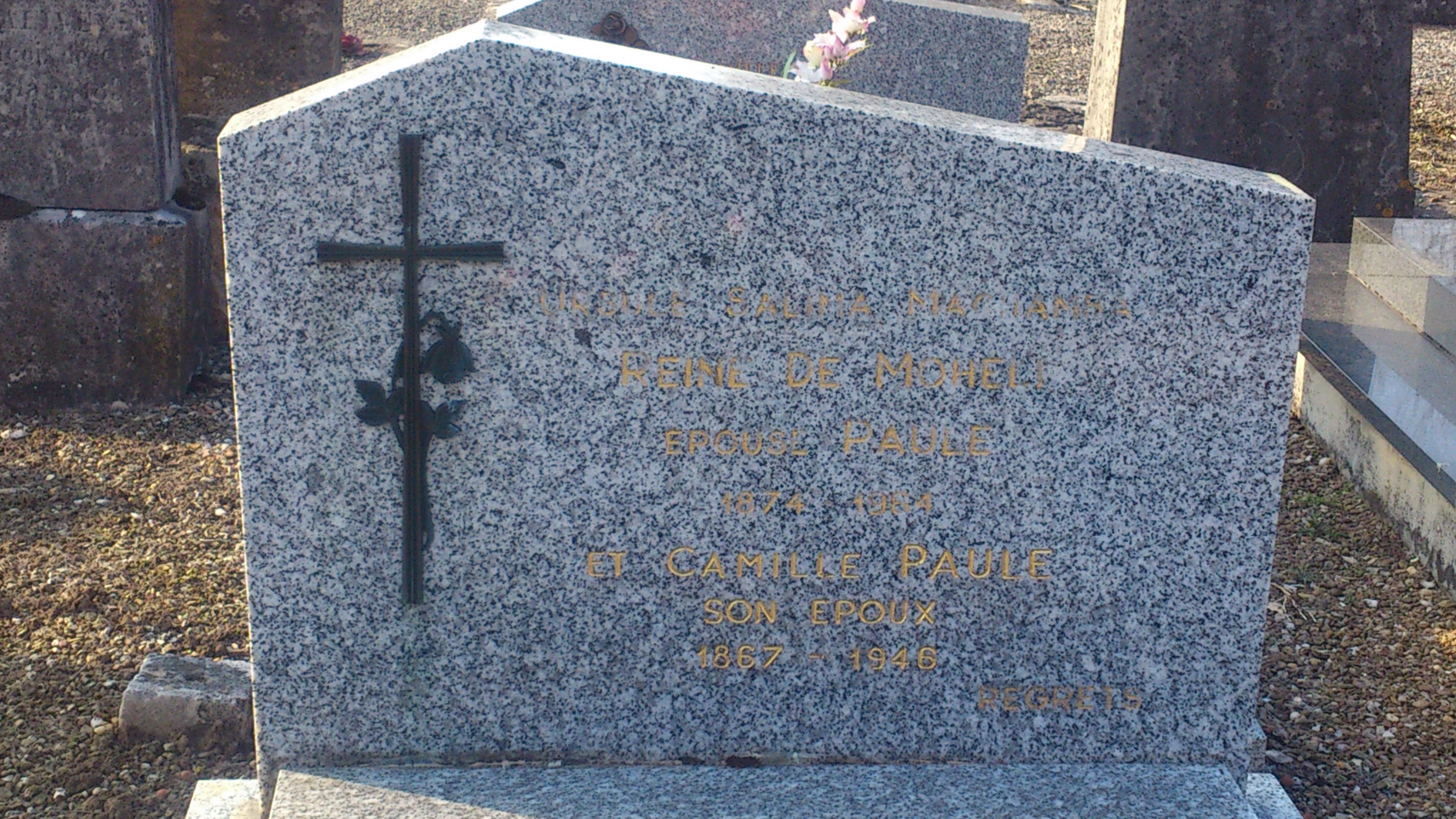

## Gyermekei
- Férjétől, Camille Paule (Pesmes, 1867. március 1. – Champagney, 1946. szeptember 22.) francia csendőrtől, 3 gyermek:[13]
  - Henrietta Kamilla Ursula Lujza (Cléry, Côte-d’Or, 1902. július 15. – Dijon, 1989. április 4.) mohéli királyi hercegnő, 1. férje Pietro Oneglia, 2. férhe Jacques André, 1 lány:
    - (2. házasságából): Christiane André

  - Lajos (Kamill) Viktor Pál (Cléry, Côte-d’Or, 1907. szeptember 1. – Dole, 1983. április 8.) mohéli királyi herceg, felesége Julia Adrienne Lavier, 2 lány:
    - Anna Ursula (Orsolya) (Dijon, 1941. február 25. – ) mohéli királyi hercegnő, a Comore-szigetek Fejlesztési Társaságának (Association Développement des Îles Comores) elnöke, férje Jean–François Etter, 2 gyermek:
      - János Cirill, nem nősült meg
      - Miriam, férje Vincent Idasiak, 3 fiú:
        - Antal
        - Rémy (Remigius)
        - Miklós

    - Erzsébet mohéli királyi hercegnő, férje Jean Claude Biechler, 2 gyermek

  - Ferdinánd (Cléry, Côte-d’Or, 1917. június 16. – Dijon, 2007. április 1.) mohéli királyi herceg, felesége Christiane Neveu, gyermeke nem született

## Családfa
| Alphonse Fleuriot de Langle * 1809. V. 15. † 1881. VII. 23. | Alphonse Fleuriot de Langle * 1809. V. 15. † 1881. VII. 23. |                                                                        |                                                                        | Suzanne Armande de la Monneraye * 1815. II. 26. † 1893 | Suzanne Armande de la Monneraye * 1815. II. 26. † 1893 |  |  | I. Abdul Rahman mohéli király * ? † 1842 | I. Abdul Rahman mohéli király * ? † 1842 |                                                |                                                | Ravao * ? † 1847 | Ravao * ? † 1847 |
|                                                             |                                                             |                                                                        |                                                                        |                                                        |                                                        |  |  |                                          |                                          |                                                |                                                |                  |                  |
|                                                             |                                                             |                                                                        |                                                                        |                                                        |                                                        |  |  |                                          |                                          |                                                |                                                |                  |                  |
|                                                             |                                                             | Émile Charles Marie Fleuriot de Langle * 1837. VII. 30. † 1881. X. 24. | Émile Charles Marie Fleuriot de Langle * 1837. VII. 30. † 1881. X. 24. |                                                        |                                                        |  |  |                                          |                                          | Dzsombe Szudi mohéli királynő * 1836/37 † 1878 | Dzsombe Szudi mohéli királynő * 1836/37 † 1878 |                  |                  |
|                                                             |                                                             |                                                                        |                                                                        |                                                        |                                                        |  |  |                                          |                                          |                                                |                                                |                  |                  |
|                                                             |                                                             |                                                                        |                                                                        |                                                        |                                                        |  |  |                                          |                                          |                                                |                                                |                  |                  |
|                                                             |                                                             |                                                                        |                                                                        |                                                        |                                                        |  |  |                                          |                                          |                                                |                                                |                  |                  |

|                                                                |                                                                | Camille Paule * 1867. III. 1. † 1946. IX. 22. OO 1901. VIII. 28. | Camille Paule * 1867. III. 1. † 1946. IX. 22. OO 1901. VIII. 28. | Ursula Szalima Masamba * 1874. XI. 1. † 1964. VIII. 7. | Ursula Szalima Masamba * 1874. XI. 1. † 1964. VIII. 7. |  |  |  |  |
|                                                                |                                                                |                                                                  |                                                                  |                                                        |                                                        |  |  |  |  |
|                                                                |                                                                |                                                                  |                                                                  |                                                        |                                                        |  |  |  |  |
| Henrietta Kamilla Ursula Lujza * 1902. VII. 15. † 1989. IV. 4. | Henrietta Kamilla Ursula Lujza * 1902. VII. 15. † 1989. IV. 4. | Lajos (Kamill) Viktor Pál * 1907. IX. 1. † 1983. IV. 8.          | Lajos (Kamill) Viktor Pál * 1907. IX. 1. † 1983. IV. 8.          | Ferdinánd * 1917. VI. 16. † 2007. IV. 1.               | Ferdinánd * 1917. VI. 16. † 2007. IV. 1.               |  |  |  |  |